# Comune di Monaco
Il comune di Monaco (in francese commune de Monaco, in monegasco cumüna de Munegu) è l'unica divisione amministrativa del Principato di Monaco, e ha la stessa estensione dello Stato.

## Storia
L'antico territorio del Principato era molto più esteso dell'attuale, comprendendo anche i comuni di Roccabruna e Mentone che tuttavia, insorti nel quadro dei moti del Risorgimento italiano, passarono alla Francia nel 1860 lasciando la capitale, ossia il municipio monegasco, come unico comune dello Stato.
La costituzione del 1911 divise il vecchio Comune di Monaco nei tre comuni di Monaco Vecchia, Monte Carlo e La Condamine, ma il governo del principe fu accusato di aver operato una forma di dividit et imperat nei confronti dell'unica istituzione democratica del paese, avendo di contro il Consiglio nazionale poteri estremamente limitati. Le polemiche portarono in tempi relativamente brevi alla revisione della decisione, restaurando il comune unico con una legge del 1917, operativa dall'anno successivo. Da allora il territorio monegasco è amministrativamente indiviso, e i quartieri cittadini hanno unicamente finalità statistiche.
Il municipio di Monaco ha oggi sede in place de la Mairie.

## Infrastrutture e trasporti

### Ferrovie
La capitale è attraversata dalla Marsiglia-Ventimiglia e Monaco ha la sua stazione ferroviaria. Dal 1868 al 1999 era presente la primitiva stazione posta nel centro cittadino.

### Porti
Monaco ha tre porti: il principale, quello originario situato nella baia prospiciente il quartiere della Condamina, è Porto d'Ercole; il secondo, ricavato da una insenatura artificiale, è il Porto di Fontvieille; il terzo, infine, è un piccolo porticciolo situato nel quartiere Mareterra.

## Sindaci di Monaco
La lista dei 10 sindaci di Monaco dalla restaurazione del comune unico è di seguito riportata.
| Periodo | Periodo   | Primo cittadino    | Partito | Carica  | Note  |
| ------- | --------- | ------------------ | ------- | ------- | ----- |
| 1918    | 1920      | Suffren Reymond    |         | Sindaco |       |
| 1920    | 1929      | Alexandre Médecin  |         | Sindaco |       |
| 1929    | 1930      | Eugène Marquet     |         | Sindaco |       |
| 1930    | 1933      | Charles Bernasconi |         | Sindaco |       |
| 1933    | 1944      | Louis Aureglia     |         | Sindaco |       |
| 1944    | 1955      | Charles Palmaro    |         | Sindaco |       |
| 1955    | 1971      | Robert Boisson     |         | Sindaco |       |
| 1971    | 1991      | Jean-Louis Médecin |         | Sindaco |       |
| 1991    | 2003      | Anne-Marie Campora |         | Sindaco |       |
| 2003    | in carica | Georges Marsan     | UMP     | Sindaco | [ 1 ] |

## Quartieri

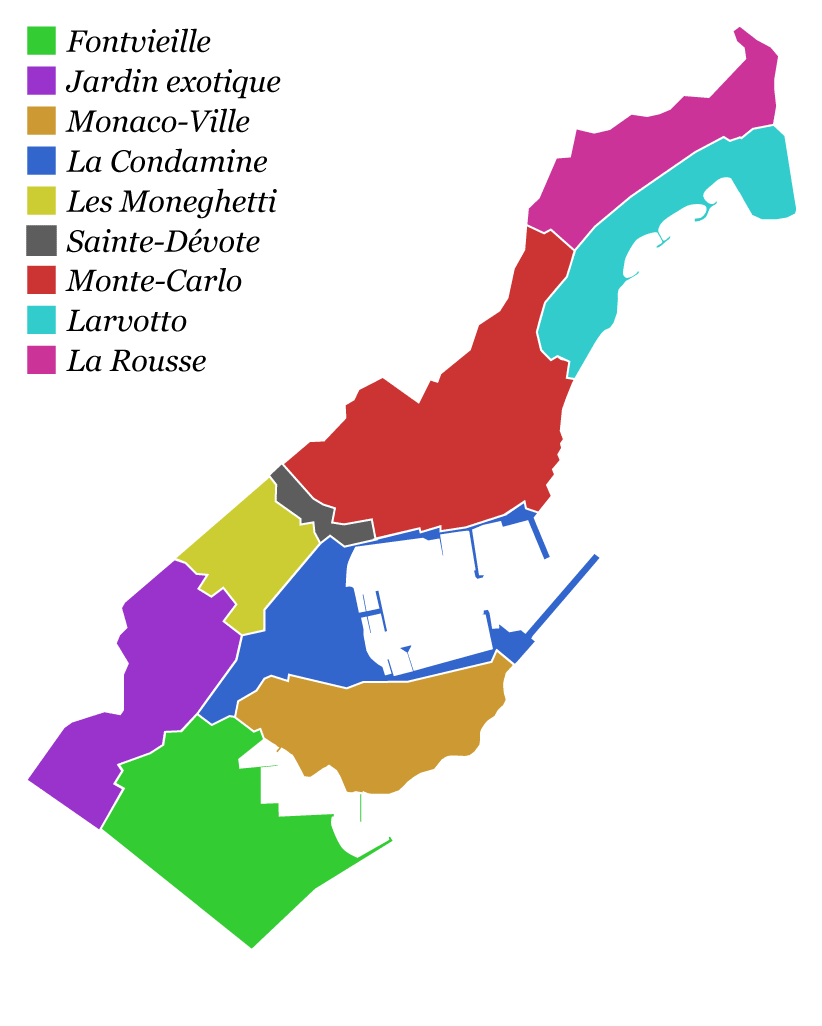
Quartieri di Monaco

| Nº                                                                   | Quartiere                                                | Area (in ha) | Popolazione (censimento del 2000) | Densità (ab./km²) | Caseggiati (îlots) | Note                                          |
| -------------------------------------------------------------------- | -------------------------------------------------------- | ------------ | --------------------------------- | ----------------- | ------------------ | --------------------------------------------- |
| 01                                                                   | Monte Carlo (Boulevard des Moulins-Avenue de la Madone)  | 28,1461      | 3 034                             | 10 779            | 20                 | Casinò di Monaco                              |
| 02                                                                   | La Rousse/Saint-Roman (Annonciade-Château Périgord)      | 10,5215      | 3 223                             | 30 633            | 15                 | A nord-est comprende Le Ténao                 |
| 03                                                                   | Larvotto (Larvotto-Avenue Princesse Grace)               | 32,8479      | 5 443                             | 16 570            | 15                 | Spiaggia                                      |
| 04                                                                   | La Condamine                                             | 23,7283      | 3 847                             | 16 213            | 27                 | Zona a nordovest del porto                    |
| 05                                                                   | Monaco Vecchia                                           | 18,4750      | 1 034                             | 5 597             | 19                 | Città vecchia. Palazzo dei Principi           |
| 06                                                                   | Fontvieille                                              | 32,4157      | 3 292                             | 10 156            | 9                  | Costruito a partire dal 1971. Stadio Louis II |
| 07                                                                   | La Colle (Plati-Pasteur-Boulevard Charles III)           | 18,8073      | 2 822                             | 15 005            | 15                 | Al confine occidentale con Cap d'Ail          |
| 08                                                                   | Les Révoires (Hector Otto-Honoré Labande)                | 7,5747       | 2 515                             | 33 203            | 11                 | Giardino esotico                              |
| 09                                                                   | Moneghetti (Boulevard Rainier III-Boulevard de Belgique) | 10,7056      | 3 003                             | 28 051            | 18                 |                                               |
| 10                                                                   | Saint Michel (Princesse Charlotte-Park Palace)           | 14,2223      | 3 807                             | 26 768            | 24                 | Zona residenziale centrale                    |
| 11                                                                   | Mareterra                                                | 6 1          | -                                 | -                 | -                  |                                               |
|                                                                      | Monaco                                                   | 197,4444     | 32 020                            | 16 217            | 173                |                                               |
| 1 Area non inclusa nel totale, perché ancora in fase di costruzione. |                                                          |              |                                   |                   |                    |                                               |